# Rescuporide II
Rescuporide II (in greco antico: Ῥαισκούπορις?, Raiscùporis; fine del I secolo a.C. – 18) fu re della Tracia occidentale dal 12 al 18 d.C..